# 中国共产主义青年团青海省委员会
中国共产主义青年团青海省委员会，简称共青团青海省委，是中国共产主义青年团在青海省的地方组织机构，接受中国共产党青海省委员会和中国共产主义青年团中央委员会的领导。主要负责青年工作。